# فانغارد 1
VANGUARD 1 قمر صناعي صغير أطلقته الولايات المتحدة الأمريكية في 17 مارس 1958. صُمم لاختبار قدرات إطلاق صاروخ حامل من ثلاث مراحل ودراسة آثار البيئة في المدار حول الأرض على القمر الصناعي وأنظمته. واستخدم أيضا للحصول على قياسات الجيوديسية من خلال تحليل المدار. وهو القمر الصناعي الثاني الذي أطلقته الولايات المتحدة والإطلاق الأول الناجح في سلسلة برنامج فانغارد. وهو أيضًا الساتل الأول الذي يستخدم قوة الخلايا الشمسية وأقدم ساتل موجود في مدار حول الأرض. ولقد فقد الاتصال بالساتل في شهر مايو عام 1964.

## التسمية الدليلية
الرقم في دليل:
Spacetrack
5
التعريف في :
COSPAR
1958-002-B
الاسم في دليل:
Spacetrack
VANGUARD 1

## تفاصيل القمر الصناعي
المدار 650 x 3,834 km, 34.3°
النوع Scientific علمي
بلد/منظمة المنشأ الولايات المتحدة الأمريكية
الكتلة 1 كجم
السطوع الفعلي (القدر) 10.2 (على مسافة 1000 كم وإضاءة 50%)
الحد الأعلى للسطوع (القدر) 8.3 (في أقرب نقطة وإضاءة 100%)

## الإطلاق
التاريخ (التوقيت الدولي) 27/شعبان/1377
الوقت 12:15
موقع الإطلاق Cape Canaveral Air Force Station, الولايات المتحدة الأمريكية
صاروخ الإطلاق Vanguard

## الوصف
أقدم جسم من صنع الإنسان في مدار حول الأرض 